# 마리오 로페스
마리오 로페즈(영어: Mario Lopez, 1973년 10월 10일 ~ )는 미국의 배우, 텔레비전 진행자이다.

## 출연 작품
- 그리스 : 라이브 (2016)
- The Dog Who Saved Summer (2015)
- 더 스트림 (2013)
- 허니 2 (2011)
- 틴에이지 파파라치 (2010)
- 컴 백 록스타 (2010)
- The Dog Who Saved Christmas Vacation (2010)
- 크리스마스를 구한 개 (2009, The Dog Who Saved Christmas Vacation)
- 랜디 잭슨 프리젠트 아메리카스 베스트 댄스 크루 (2008)
- 홀리데이 인 핸드커프 (2007)
- 스트리트 킹 (2002)
- 아웃 오브 타임 (2002)
- 어 크랙 인 더 플로어 (2001)
- 빅 브라더 트러블 (2000)
- 이스트사이드 (1999)
- 킬링 미스터 그리핀 (1997)
- 앱솔루션 (1997)
- 패시픽 블루 (1996)
- 피버 레이크 (1996)
- 원죄적 본능 3 (1996)
- 빅 보이스 돈 크라이 (1993)
- 라스베가스 결혼 대소동 (1992)
- 범죄와의 전쟁 (1988)

### 텔레비전
- 베이사이드 얄개들 (1989-93, 2020-21)
  - 베이사이드 얄개들: 더 칼리지 이어스 (1993-94, Saved by the Bell: The College Years)
- 댄싱 위드 더 스타 (2006) - 본인 (경쟁자)
- 더 볼드 앤 더 뷰티풀 (2006)
- 닙턱 (2006-10)